# Willie Best
Willie Best, född 27 maj 1916 i Sunflower, Mississippi, död 27 februari 1962 i Woodland Hills, Kalifornien, var en amerikansk skådespelare. Best medverkade i över 100 filmer under åren 1930-1951.

## Filmografi, urval
- 1935 – Lilla rebellen
- 1938 – Gentleman på luffen
- 1938 – Hans hemliga fru
- 1940 – Ingen rädder för spöken
- 1941 – Sanningen - och inget annat!
- 1941 – Sierra
- 1942 – Fula filurer
- 1942 – Vägarnas folk gör revolt
- 1943 – Svart extas
- 1945 – Ingen hejd på galenskaperna
- 1945 – Hur tokigt som helst
- 1947 – Min man har en annan